# Phú Phương
Phú Phương là một xã cũ thuộc huyện Ba Vì, thành phố Hà Nội, Việt Nam.
Xã Phú Phương có diện tích 4,34 km², dân số năm 1999 là 4315 người, mật độ dân số đạt 994 người/km².
Ngày 1 tháng 1 năm 2025, Ủy ban Thường vụ Quốc hội hợp nhất 3 xã Châu Sơn, Phú Phương và Tản Hồng thành xã Phú Hồng.